# Anästhesie-Informations-Management-System
Anästhesie-Informations-Management-Systeme sind spezielle klinische Arbeitsplatzsysteme für die Anästhesie. In der Literatur und Praxis werden unterschiedliche Akronyme (AIMS, AMS) und Synonyme (zum Beispiel elektronisches Narkoseprotokoll) für diese Systeme verwendet. Sie gehören zu den Patientendatenmanagementsystemen. Ein wesentliches Merkmal der AIMS ist wie bei den Intensivsystemen die automatische Datenübernahme von den Medizingeräten wie den Vitaldatenmonitoren (Überwachungsgeräte) oder den Narkosebeatmungsgeräten.